# メルビン・バンチ
メルヴィン・リン・バンチ・ジュニア（Melvin Lynn Bunch Jr. , 1971年11月4日 - ）は、アメリカ合衆国テキサス州テキサカーナ出身の元プロ野球選手（投手）。右投右打。2000年から2002年まで中日ドラゴンズに所属していた。

## 来歴

### MLB時代
1992年のMLBドラフトでカンザスシティ・ロイヤルズから15巡目で指名を受け入団。1995年にメジャーデビューし、初勝利を挙げたが、来日前に挙げた勝利はこの1勝のみである。その後再びマイナーでプレーし、1999年にシアトル・マリナーズでメジャーに再昇格した。同年はマリナーズ傘下のAAA級タコマで主に先発として21試合に登板し、10勝2敗、防御率3.10の成績を残していた。防御率は同年のパシフィックコーストリーグの最優秀防御率である。またマリナーズでは5試合に登板したが、0勝0敗、0セーブ、防御率11.70の成績だった。
来日前はメジャーではさほど実績はなかったが、最高球速150 km/hの速球とスライダー、大きなカーブが武器で、制球力も安定している投手と評されていた。本人も来日当初、最高球速150 km/hの速球とカーブが決め球であると語っていた。

### 中日時代
1999年12月3日に星野仙一監督率いる中日ドラゴンズと年俸25万ドル、契約金10万ドルで1年契約を締結した。背番号は42。中日は同年オフ、サムソン・リーがMLB挑戦を目指して退団したことから新外国人を含めた投手が補強ポイントとなっており。また宣銅烈も現役引退を表明していたため、バンチは彼らの穴を埋める新戦力として期待された。また中日以外にも、読売ジャイアンツ（巨人）などNPBの数球団がバンチに関心を示していたと報じられている。
2000年の春季キャンプでは前に突っ込みすぎていた投球フォームの改善に取り組んだり、日本の野球に溶け込もうと選手たちに覚えたばかりの日本語で話しかけたり、ほとんどの外国人選手が敬遠していた長距離のランニングに積極的に取り組んだりしていた。また打者の手元でやや曲がる速球やスプリットといった新球種も披露していた。
開幕後の同年4月1日のヤクルトスワローズ戦（ナゴヤドーム）で来日初登板初勝利を挙げた。4月7日の横浜ベイスターズ戦（横浜スタジアム）でノーヒットノーランを達成。8月22日の横浜戦（ナゴヤドーム）で7回2/3を無失点に抑えて勝利投手となり、10勝目を挙げた。この勝利によって、中日の外国人投手では1986年の郭源治以来14年ぶりに2ケタ勝利を挙げた。また、中日の外国人投手が来日1年目で2桁勝利を達成したのは球団史上初であった。最終的に14勝を挙げ最多勝のタイトルを獲得したほか、リーグ4位の防御率2.98をマークした。
オフに沢村賞の候補として名前が挙がったが、完投数が少ないことなどを理由に選出は見送られ、同年の沢村賞は該当者なしとなった。
2001年、前年最多勝の実績を買われて開幕投手の打診を受けたが、右前腕痛のため辞退した。前半戦は5勝にとどまったが、後半戦の開幕投手を任され、勝利を挙げた。8月3日のヤクルト戦（明治神宮野球場）では、3回表に石井一久からプロ初本塁打を放った。9月30日の阪神タイガース戦（ナゴヤドーム）で勝利投手となり、2年連続2桁勝利を達成。中日の外国人投手が来日1年目から2年連続で2桁勝利を達成したのは球団史上初のことであった。
2002年、3月24日のオリックス・ブルーウェーブとのオープン戦（ナゴヤドーム）で打球が右肘に直撃し緊急降板するというアクシデントに見舞われたが、本拠地ナゴヤドームで開催された開幕3戦目となる4月2日の対読売ジャイアンツ（巨人）戦でシーズン初登板。8回1失点の好投でシーズン初勝利を挙げたほか、この年から監督に就任した山田久志監督に初白星をプレゼントした。6月7日の巨人戦（福岡ドーム）、7月30日の巨人戦（東京ドーム）では、いずれも桑田真澄からソロ本塁打を放った。しかし、先発予定日である8月6日にナゴヤドームに向かう途中で体調不良を訴え、この日の先発を回避。不整脈と診断され、同年11月23日に退団が発表され、野球選手としても現役引退した。
中日退団後に帰国して精密検査を受けたところ、心臓に異常はないという診断を受け、2003年5月時点ではテキサス州内で現役復帰を目指してトレーニングを続けていた。このころには『大阪日刊スポーツ』が、当時星野が監督を務めていた阪神タイガースがバンチの獲得を目指していると報じたが、結局は入団しなかった。引退後は地元テキサスに戻り造園業を営んでいる。

## 選手としての特徴

### 投球
長身から投げ下ろす最高球速150 km/h前後の速球と、速球と同程度の球速で落ちるSFFなどの多彩な変化球を武器としていた。

### 打撃
投手でありながら打撃も良く、中日時代に通算3本塁打を放った。

## 人物
陽気な性格で普段から名古屋弁を話し周囲を和ませ、チームメイトからも親しまれた。「投げる試合は全て勝ってみせる」と豪語し、キャンプの打ち上げで足腰が立たなくなるぐらいビールを飲み続け「テキサス男は豪快」というイメージを守ろうとするなど、豪快で強気な面があった一方、2年目のオフに帰国した際、祖父に日本のお土産として自身のノーヒットノーランのビデオを送るなど、細やかな気配りもできる選手だった。トランスワールドスポーツの野球特集において、外国人選手が日本人とトラブルを起こさず日本で活躍するには「自我を抑え和をもってチームメイトと接すれば活躍できる。バンチはそれができていたため活躍できた」と報じられた。またバンチ自身も日本の文化である「協調性」は欧米では有り得ないとした上で、「日本で活躍するには協調性が必要」と話している。
中日時代に同僚だった岩瀬仁紀と山本昌によれば、バンチは同時期に抑えとして活躍したエディ・ギャラードとは仲が悪かったという。

## 詳細情報

### 年度別投手成績
| 年 度    | 球 団    | 登 板 | 先 発 | 完 投 | 完 封 | 無 四 球 | 勝 利 | 敗 戦 | セ 丨 ブ | ホ 丨 ル ド | 勝 率 | 打 者 | 投 球 回 | 被 安 打 | 被 本 塁 打 | 与 四 球 | 敬 遠 | 与 死 球 | 奪 三 振 | 暴 投 | ボ 丨 ク | 失 点 | 自 責 点 | 防 御 率 | W H I P |
| -------- | -------- | ----- | ----- | ----- | ----- | -------- | ----- | ----- | -------- | ----------- | ----- | ----- | -------- | -------- | ----------- | -------- | ----- | -------- | -------- | ----- | -------- | ----- | -------- | -------- | ------- |
| 1995     | KC       | 13    | 5     | 0     | 0     | 0        | 1     | 3     | 0        | --          | .250  | 175   | 40.0     | 42       | 11          | 14       | 1     | 0        | 19       | 6     | 0        | 25    | 25       | 5.62     | 1.40    |
| 1999     | SEA      | 5     | 1     | 0     | 0     | 0        | 0     | 0     | 0        | 0           | ----  | 55    | 10.0     | 20       | 3           | 7        | 0     | 0        | 4        | 0     | 0        | 13    | 13       | 11.70    | 2.70    |
| 2000     | 中日     | 27    | 25    | 2     | 1     | 0        | 14    | 8     | 0        | --          | .636  | 756   | 184.0    | 141      | 12          | 77       | 2     | 3        | 168      | 4     | 0        | 67    | 61       | 2.98     | 1.18    |
| 2001     | 中日     | 25    | 24    | 1     | 0     | 0        | 10    | 8     | 0        | --          | .556  | 684   | 160.0    | 158      | 14          | 63       | 6     | 5        | 151      | 2     | 1        | 64    | 60       | 3.38     | 1.38    |
| 2002     | 中日     | 17    | 15    | 2     | 0     | 0        | 7     | 7     | 0        | --          | .500  | 472   | 112.2    | 112      | 14          | 27       | 1     | 4        | 97       | 6     | 0        | 45    | 41       | 3.28     | 1.23    |
| MLB：2年 | MLB：2年 | 18    | 6     | 0     | 0     | 0        | 1     | 3     | 0        | *0          | .250  | 230   | 50.0     | 62       | 14          | 21       | 1     | 0        | 23       | 6     | 0        | 38    | 38       | 6.84     | 1.66    |
| NPB：3年 | NPB：3年 | 69    | 64    | 5     | 1     | 0        | 31    | 23    | 0        | --          | .574  | 1912  | 456.2    | 411      | 40          | 167      | 9     | 12       | 416      | 12    | 1        | 176   | 162      | 3.19     | 1.27    |

- 各年度の太字はリーグ最高
- 「-」は記録なし
- 通算成績の「*数字」は不明年度がある事を示す

### タイトル
NPB
- 最多勝利：1回 （2000年）

### 表彰
NPB
- JA全農Go・Go賞：1回 （最多奪三振賞：2000年5月）
- IBMプレイヤー・オブ・ザ・イヤー賞：1回 （2000年）
- 愛知トヨタドラゴンズクラウン賞　: 1回　(2000年)

### 記録
NPB投手記録
- 初登板・初先発・初勝利：2000年4月1日、対ヤクルトスワローズ2回戦（ナゴヤドーム）、7回2/3を無失点
- 初奪三振：同上、2回表にロベルト・ペタジーニから
- 初完投勝利・初完封勝利：2000年4月7日、対横浜ベイスターズ1回戦（横浜スタジアム）　※史上68人目のノーヒットノーラン
- オールスターゲーム出場：1回 （2000年）

NPB打撃記録
- 初安打：2000年4月7日、対横浜ベイスターズ1回戦（横浜スタジアム）、3回表に川村丈夫から中前安打
- 初打点：2000年7月13日、対阪神タイガース16回戦（ナゴヤドーム）、2回裏に湯舟敏郎から左前適時打
- 初本塁打：2001年8月3日、対ヤクルトスワローズ16回戦（明治神宮野球場）、3回表に石井一久から右越ソロ[2]

### 背番号
- 50 （1995年）
- 31 （1999年）
- 42 （2000年 - 2002年）